# Jean-Jacques de Granville
Jean-Jacques de Granville (5 augustus 1943 – 13 december 2022) was een Franse botanicus.
Hij was gespecialiseerd in palmen en de flora van Frans-Guyana. Hij was werkzaam als conservator bij het Herbier de Guyane, het herbarium van Institut de recherche pour le développement (IRD) in Cayenne (Frans-Guyana). Hier heeft hij onder meer samengewerkt met Georges Cremers. De Granville was verbonden aan de Organization for Flora Neotropica (OFN), een organisatie die als doel heeft om een gepubliceerd overzicht te geven van de flora van de neotropen.
De Granville heeft gepubliceerd in botanische tijdschriften als Brittonia en hij heeft meegewerkt aan meerdere boeken over planten uit Frans-Guyana. Hij ontving in 2002 de Engler Medal van de International Association for Plant Taxonomy samen met Scott Mori, Georges Cremers, Carol A. Gracie, Scott, V. Heald , Michel Hoff en John D. Mitchell voor het boek Guide to the vascular plants of central French Guiana, pt. 2, Dicotyledons.

## Selectie van publicaties
- Flore Et Vegetation; Jean-Jacques de Granville; Saga (1986); ISBN 2906245003
- Palms in Forest Ecosystems of Amazonica; Francis Kahn & Jean-Jacques de Granville (1992); ISBN 3540543996
- Guide to the Vascular Plants of Central French Guiana: Pteridophytes, Gymnosperms, and Monocotyledons (Memoirs of the New York Botanical Garden) (Hardcover) by Scott A. Mori, Georges Cremers, Carol Gracie, Jean-Jacques de Granville, Michael Hoff, John D. Mitchell & Bobbi Angell (1996); ISBN 0893273988
- Guide to the Vascular Plants of Central French Guiana: Part 2. Dicotyledons (Memoirs of the New York Botanical Garden) (Hardcover) by Scott A. Mori, Georges Cremers, Carol Gracie, Jean-Jacques de Granville, Scott V. Heald, Michel Hoff & John D. Mitchell (2002) ISBN 0893274453
- 'A new species of Bactris (Palmae) from the Amazon region'; Jean-Jacques de Granville & Andrew Henderson; in: Brittonia. 46(2), 1994, pp. 147-150.; online versie hier